# Томазо Строци
Томазо Строци (* XIV век, Флоренция, Флорентинска република; † ок. 1395, Мантуа, Сеньория Мантуа) е италиански политик, родоначалник на клона Мантуа на сем. Строци.

## Произход
Син е на Марко ди Росо ди Джерио Строци, който умира в Битката при Монтаперти през 1260 г., и на съпругата му Биче.

## Биография
През 1375 г. Томазо е член на флорентинските магистрати, наречени Ото дела Гуера, които влизат в битката срещу папските легати, които повторно подчиняват териториите на Папската държава с оглед на предстоящото завръщане на папата в Рим от Авиньон. През 1376 г. те са отлъчени от Църквата от папа Григорий XI и започват да експулсират шестстотин флорентинци от Авиньон, като конфискуват цялото им имущество. Едва наследникът Урбан VI успява да подпише мирен договор в Тиволи на 28 юли 1378 г. Но Войната на осемте светии, на която Томазо Строци е един от лидерите, и нейният провал карат град Флоренция да обеднее и дискредитират гвелфската олигархия, управляваща града. Занаятчийските гилдии организират бунт, за да протестират срещу банкерите (като Строци и главата на семейството им Томазо) и търговците, които държат властта в града. Към тях се присъединяват Чомпи, които скоро поемат контрола над площада. Започва прогонването на благородниците от Флоренция и някои, включително Пиеро дели Албици, са обезглавени. Томазо успява да избегне бесилката, като намира убежище в Мантуа, при Лудовико II Гондзага, господар на града.
Известният Параклис „Строци ди Мантова“, издигнат от семейството му в базиликата „Санта Мария Новела“ във Флоренция, оттогава носи името „от Мантуа“.

## Брак и потомство
Жени се два пъти:
∞ 1. за Джована Моналди
∞ 2. за Джулия Маласпина
Има шест сина и една дъщеря:
- Уберто Строци († 1449, Мантуа), служи на Гонзага, от които получава земи в Палидано (Мантуа), посланик на Мантуа във Венеция (1422); ∞ за Лукреция Салвиати, от която има трима сина и една дъщеря.
- Марко Строци, в служба на сем. Гонзага
- Гуидо Строци
- Джакомо Строци, политик, ∞ за Джакома Бенвенути
- Биче Строци, ∞ за 1. Леонардо Сперели 2. Антонио Капоселви
- Джовани Строци, в служба на сем. Гонзага
- Лудовико Строци, последва баща си в изгнание в Мантуа